# Gaußstein (Garlste)

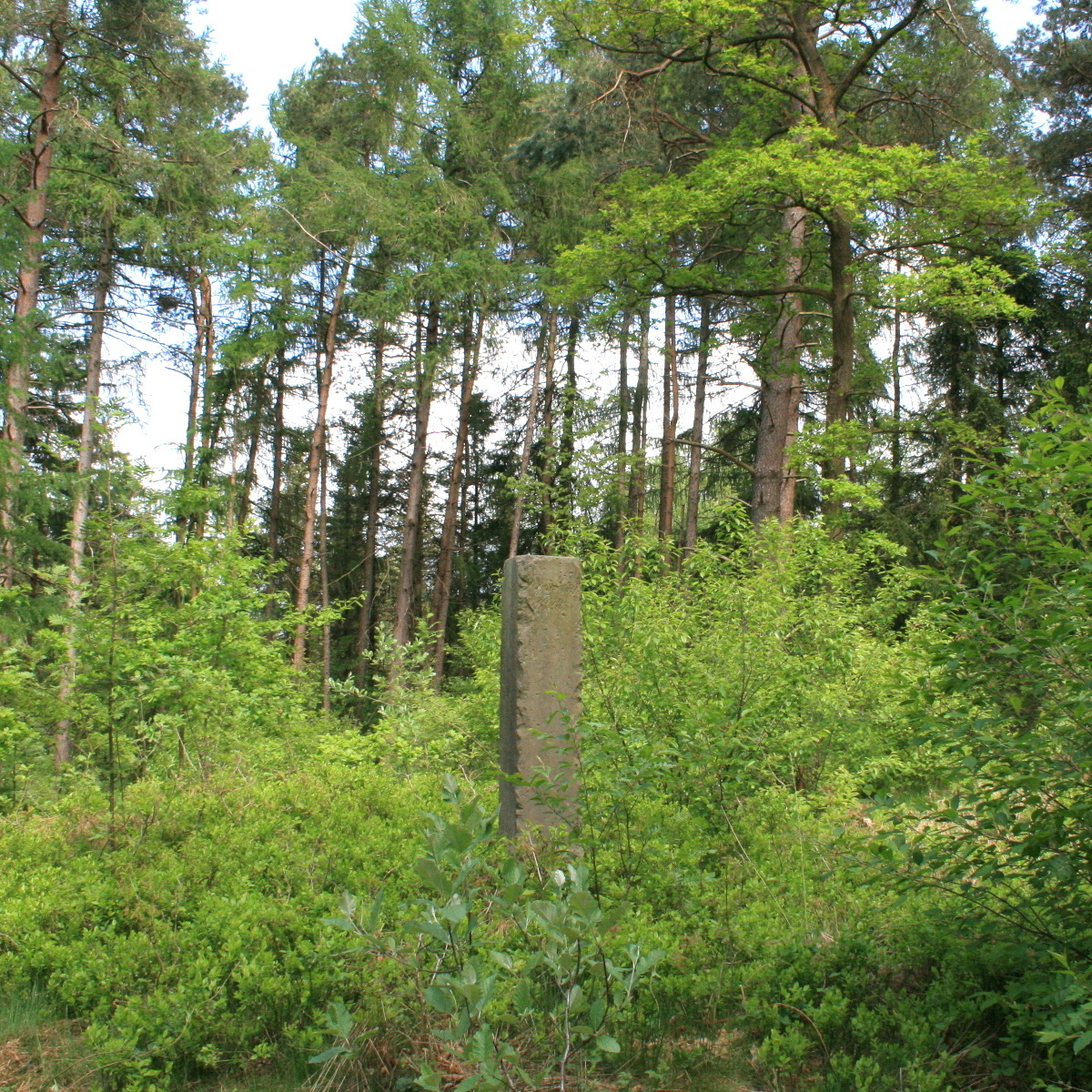
Gauß-Stein in Schmidts Kiefern

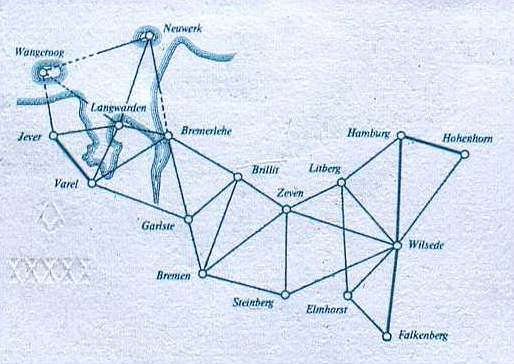
Ausschnitt der 10-Deutsche-Mark-Note mit „Garlste“ als Messpunkt

Der Gaußstein Garlste ist ein denkmalgeschützter Gaußstein in Garlstedt in Niedersachsen. Er wurde 1824 und 1825 vom Mathematiker und Geodät Carl Friedrich Gauß als Vermessungspfeiler genutzt.
Der Gaußstein ist ein Quader aus grauem Sandstein mit einer Höhe von 1,46 m. Die Seiten sind 29 cm breit. Der Stein trägt die Inschrift „Königl. Hannovr. Landes. Vermessg. 1828“.
Der Gaußstein diente als Vermessungspunkt im Zuge der Vermessung des Königreichs Hannover. Er liegt auf 48,9 m ü. NN am Waldweg „An der Forst“ in Garlstedt, das früher „Garlste“ hieß. Ein Ausschnitt des Vermessungsnetzes mit „Garlste“ als trigonometrischem Punkt ist auf dem letzten 10-Deutsche-Mark-Schein abgebildet, der von 1991 bis 2001 gesetzliches Zahlungsmittel war.